# Elisabeth Tichy-Fisslberger
Elisabeth Tichy-Fisslberger, o Elisabeth Fisslberger, (1957) es una abogada, traductora y diplomática austriaca que fue presidenta (el primer austríaco) del Consejo de Derechos Humanos de las Naciones Unidas de 2019 a 2020.

## Primeros años y educación
Tichy-Fisslberger nació en Viena en 1957. Estudió derecho en la Universidad de Viena mientras también estudiaba traducción al francés y al español. Obtuvo una beca para estudiar en Bélgica en la Universidad Católica de Lovaina.

## Carrera
Tichy-Fisslberger fue elegida presidenta del Consejo de Derechos Humanos de las Naciones Unidas en diciembre de 2019 para servir en 2020. El Ministro de Relaciones Exteriores de Austria, Alexander Schallenberg, señaló que su nombramiento era un reconocimiento a los esfuerzos por los derechos humanos de su país. Fue la primera austríaca en ocupar este cargo en las Naciones Unidas. Asumió el cargo de Coly Seck de Senegal, quien ocupó el cargo en 2019. Sus vicepresidentes son los embajadores Nasir Ahmad Andisha de Afganistán, Yackoley Kokou Johnson de Togo, Socorro Flores Liera de México y Juraj Podhorsky de Eslovaquia.

## Otras actividades
- International Gender Champions (IGC), miembro.